# Daniel Winteregg
Daniel René Winteregg, né le 19 décembre 1944 à Genève, est un photographe de presse suisse qui a été actif à Genève entre 1962 et 2009.

## Biographie
Entre 1960 et 1964, il fait un apprentissage de photograveur en illustration de presse. Il travaille ensuite pour la Tribune de Genève comme photographe de laboratoire, puis s'installe en tant que photojournaliste.
Il travaille pour divers quotidiens de Suisse romande (La Suisse, le Journal de Genève). Il participe à la naissance du quotidien Le Temps, né de la fusion du Journal de Genève et du Nouveau Quotidien et il documente les séances de préparation du futur journal. Ses photographies sont également publiées dans des journaux suisses (L'Hebdo, le Genève Home Informations, Coopération, Femmes suisses) et français (Libération (journal), Le Figaro). 
Il réalise des images sur la société et l'actualité locale genevoise, les manifestations, la culture alternative et l'histoire des squats. Il se spécialise dans la photographie des personnalités en visite dans les organisations internationales à Genève. Il saisit aussi les politiciens et politiciennes suisses ou du canton de Genève et les actualités et évènements politiques. En 2007, il a la charge de créer la photo officielle du Conseil administratif de Genève. 
Dès les années 2000, il choisit de passer à la photographie numérique qui lui permet de transmettre plus rapidement ses images aux journaux avec lesquels il travaille. Il prend sa retraite en 2009 et confie son fonds d'atelier au Centre d'iconographie de la Bibliothèque de Genève. Il collabore dès lors avec l'institution pour le classement, l'inventaire et la publication de son fonds.

## Exposition et distinction
- 1979 : Concours de photographie de L'Illustré, magazine suisse, 2e prix de photographie, thème Paysage[8]
- 2011 : [Studio] Marion Burnier, Nicolas Delaroche, Miriam Landolt, Daniel Winteregg, Christiane Yvelin, du 7 au 22 mai 2011. Villa Dutoit, Petit-Saconnex (ateliers d'artiste genevois vus par cinq photographes)
- 2016 : Daniel Winteregg Japon, le temps des sourires 16 janvier - 7 février 2016. Boléro, Versoix[9]
- 2017 : Daniel Winteregg, vingt-cinq ans de photoreportage à Genève (1985-2009). No'Photo nocturne de la photographie, Genève, projection au Musée d'Ethnographie de Genève, 2017[10]
- 2021 : Il n'est pas bon que l'homme soit seul : femmes politiques genevoises 1960-2002, 13 septembre - 13 novembre 2021. Bibliothèque de Genève, Couloir des coups d'œil, Genève[11]

## Publications
- Armand Brulhart et Françoise Nydegger (photogr. Daniel Winteregg, Jesus Moreno, Dany Gignoux), Chers Pâquis : regards sur un quartier de Genève, Genève, Archigraphie, 1989, 90 p. (ISBN 2601001674)
- Dominique Stroobant et Daniel Winteregg (photographe), Camera oscura : Genève, équinoxe de printemps 1982, Genève, Association pour un Musée d'art moderne (AMAM), 1982, 22 p. (lire en ligne [PDF])
- Daniel Winteregg, Sylvie Arsever, François Modoux, Marie-Christine Petit-Pierre (équipe de reportage) (photogr. Daniel Winteregg), Le temps du monde : l'an 2000 autour du globe, Genève, Le Temps Ed., 2001, 333 p. (ISBN 2940282021)

## Archives
Fonds d'atelier de Daniel Winteregg (1977-2009) [5 mètres linéaires, 250'000 négatifs, noir/blanc support souple au format 24x36 ; épreuves photographiques noir/blanc et couleur ; 237 CD de photographies numériques ; 10 mètres linéaires].  Cote : CH-000007-9 CIG : wint. Genève : Centre d'iconographie de la Bibliothèque de Genève (présentation en ligne).